# AEG J.II
L'AEG J.II era un aereo da attacco al suolo monomotore biplano sviluppato dall'azienda tedesco imperiale Allgemeine Elektrizitäts-Gesellschaft (AEG) negli anni dieci del XX secolo.
Utilizzato dalla Luftstreitkräfte, la componente aerea del Deutsches Heer (l'esercito imperiale tedesco), durante le ultime fasi della prima guerra mondiale, il J.II fu lo sviluppo finale dei J-Typ prodotti dall'azienda.

## Impiego operativo
Introdotto nel 1918, andò ad equipaggiare i reparti della Luftstreitkräfte fino al termine del conflitto.
Dopo la guerra, numerosi J.II sono stati impiegati per il primo servizio aereo passeggeri giornaliero del mondo, nella tratta fra Berlino e Weimar.
I primi J.II commerciali avevano la cabina di pilotaggio aperta, ma furono rapidamente sostituiti da versioni modificate, con cabine per i due passeggeri.

## Utilizzatori

### Militari
Germania
- Luftstreitkräfte

### Civili
Belgio
- Syndicat National pour l'Étude des Transports Aériens (SNETA);[1] Germania
- Deutsche Aero-Lloyd (DAL)[1]
- Deutsche Luft-Reederei (DLR).[1]
- Europa-Nord-West-Flug.[1]